# Houston FC
El Houston FC es un equipo de fútbol de Estados Unidos que juega en la USL League Two, la cuarta división de fútbol del país.

## Historia
Fue fundado el 3 de febrero de 2017 en la ciudad de Houston, Texas como uno de los equipos de expansión de la desaparecida USL PDL de ese mismo año, donde terminó en último lugar de su división.
Al año siguiente se vuelve a expandir la liga pero el resultado se mantuvo y volvió a terminar en último lugar de su división y no accedió a playoffs.
Luego de que desaparece la USL PDL al finalizar la temporada 2018 el club pasa a ser uno de los equipos fundadores de la USL League Two que tuvo su temporada inaugural en 2019, en donde vuelve a finalizar en último lugar de su división.

## Temporadas
| Año  | División | Liga           | Temporada Regular | Playoffs     | US Open Cup  |
| ---- | -------- | -------------- | ----------------- | ------------ | ------------ |
| 2017 | 4        | USL PDL        | 6.º, Mid South    | No participó | No clasificó |
| 2018 | 4        | USL PDL        | 7.º, Mid South    | No clasificó | No clasificó |
| 2019 | 4        | USL League Two | 6.º, Mid South    | No clasificó | No clasificó |